# Montanay
Montanay ist eine französische Gemeinde mit 3.270 Einwohnern (Stand: 1. Januar 2022) in der Métropole de Lyon in der Region Auvergne-Rhône-Alpes. Montanay gehört zum Arrondissement Lyon und bis 2015 zum Kanton Neuville-sur-Saône. Die Einwohner werden Montanois genannt.

## Geographie
Montanay liegt etwa 20 Kilometer nördlich des Stadtzentrums von Lyon, nahe dem östlichen Ufer der Saône.

### Nachbargemeinden
Umgeben wird Montanay von den Nachbargemeinden Genay und Civrieux im Norden, Mionnay im Osten, Cailloux-sur-Fontaines im Süden und Südosten, Fleurieu-sur-Saône im Süden sowie Neuville-sur-Saône im Westen und Nordwesten.

## Geschichte
Bis 1967 gehörte die Gemeinde noch zum Département Ain.

### Bevölkerungsentwicklung
| 1962                       | 1968 | 1975 | 1982 | 1990 | 1999 | 2006 | 2012 |
| -------------------------- | ---- | ---- | ---- | ---- | ---- | ---- | ---- |
| 681                        | 742  | 961  | 1257 | 1835 | 2335 | 2661 | 2865 |
| Quellen: Cassini und INSEE |      |      |      |      |      |      |      |

## Sehenswürdigkeiten
- Kirche Saint-Pierre aus dem 13. Jahrhundert, Monument historique

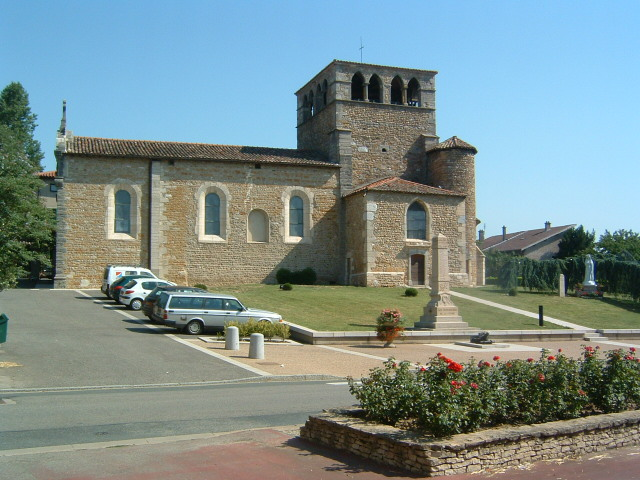
Kirche Saint-Pierre